# Ванденбрук, Франк
О политике см. статью Ванденбрук, Франк (политик).
Франк Ванденбрук (нидерл. Frank Vandenbroucke; 6 ноября 1974, Мускрон, Эно — 12 октября 2009, Saly Portudal, Тиес) — бельгийский шоссейный велогонщик. Он подавал большие надежды, до достижения 25-летнего возраста выиграл ряд престижных однодневных гонок, включая Льеж — Бастонь — Льеж. Однако затем Ванденбрук больше не одерживал значимых побед, испытывал проблемы с допингом, стал наркоманом, пытался покончить жизнь самоубийством, и в 34 года умер от тромбоэмболии лёгочной артерии.

## Карьера
Франк Ванденбрук вырос в Плугстерте, небольшой деревне на границе с Францией. Когда ему было четыре года, его сбил раллийный автомобиль. Несчастный случай закончился четырьмя операциями на правом колене, последствия которых доставили Франку много проблем во взрослой карьере.
Впервые Франк попробовал себя в атлетике, присоединившись к Entente Athlétique Hainaut. В 1986 году он стал победителем регионального школьного чемпионата, а в 1989 увлёкся велоспортом и в том же году выиграл гонку в Бракеле. В 1991 году, когда ему было 17 лет, Франк выиграл национальный юниорский чемпионат в Хелензи. Франк стал третьим на Чемпионате мира среди юниоров в Афинах в 1992 году.
С 1993 года Франк Ванденбрук начал участвовать в гонках на профессиональном уровне в составе бельгийской команды Lotto. В последующие шесть лет Франк выиграл 51 гонку. В середине 1995 года Ванденбрук ушёл из Lotto, чтобы присоединиться к команде Mapei, где его напарником стал Йохан Мюзеув. В Mapei Франк оставался до конца 1998 года, выиграв гонку Гент — Вевельгем, по два этапа и общий зачёт Париж — Ницца и Тура Валлонии.
В 1999 году Ванденбрук перешёл во французскую команду Cofidis. Находясь в её составе, Франк выиграл Льеж — Бастонь — Льеж, Омлоп Хет Волк, этапы Париж — Ницца и Вуэльты Испании. С 2000 года Ванденбрук стал постоянно появляться на спортивных страницах, но больше из-за проблем, связанных с наркотиками, депрессиями, проблемами в браке и неудавшийся попыткой самоубийства.
Первые проблемы из-за наркотиков начались у Франка в 1999 году. Он был арестован полицией Парижа по подозрению в попытке покупки наркотиков. В 2001 году Ванденбрук и доктора Бернара Сена остановила полиция, когда они ехали по шоссе на высокой скорости. Сотрудники полиции обыскали автомобиль и обнаружили кленбутерол, морфин и эритропоэтин. После получения ордера, сотрудники полиции обыскали дом Франка, где обнаружили небольшие дозы наркотиков, которые, по утверждению гонщика, были нужны для лечения его собаки. Ванденбрук арестовали и отвезли в полицейский участок. Две с половиной тысячи болельщиков подписали петицию с просьбой отправить Франка на лечение от наркотической зависимости, среди них был и его соперник Петер ван Петегем. Франка отпустили на свободу, но Фламандская федерация велосипедного велоспорта запретила ему участвовать в гонках в течение шести месяцев.
После скандала с наркотиками в 2001 году, Франк перешёл в итальянскую команду Lampre, и в дальнейшем менял команды почти ежегодно. В 2003 году в составе Quickstep-Davitamon он стал вторым на Туре Фландрии, уступив Петеру ван Петегему. Директор команды Патрик Лефевер обвинил Ванденбрук в том, что он не приложил достаточно усилий, чтобы занять первое место, и Франк покинул команду. В 2004 году он присоединился к итальянской команде Fassa Bortolo, из которой, проведя сезон без особых достижений, был уволен.
Следующей была команда Cycle Collstrop в 2005 году, в составе которой Франк отказался принять участие в ряде гонок. На почве внутренних разногласий между Ванденбрук и директором команды возник конфликт, в результате которого гонщику пришлось уйти. 6 июня 2007 года, после неудачной попытки самоубийства, Франк в тяжёлом состоянии попал в больницу в Магенте, недалеко от Милана. Он вколол себе большую дозу инсулина и спокойно ждал смерти, но его мать, неожиданно решившая его навестить, успела вызвать скорую помощь.
После длительной реабилитации, в 2008 году, Ванденбрук подписал контракт с Mitsubishi-Jartazi, приостановленный после того, как бельгийская полиция предъявила Франку обвинения в попытке приобрести кокаин. Обвинения были сняты, и Mitsubishi продлила контракт.
12 октября 2009 года Франк Ванденбрук скончался во время отдыха в Сенегале из-за тромбоэмболии лёгочной артерии. Несколько лет никто из бельгийцев не мог выиграть домашнюю Льеж — Бастонь — Льеж после Ванденбрук, в 2011 году это удалось Филиппу Жильберу. Перед стартом мать Ванденбрук сказала Жильберу, что Франк будет ехать вместе с ним.